# Zenzō Shimizu
Zenzō Shimizu (清水善造?, Shimizu Zenzō; Misato oggi parte di Takasaki, 25 marzo 1891 – Osaka, 12 aprile 1977) è stato un tennista giapponese.

## Biografia
Si laureò in economia presso la Scuola Superiore di Tokyo (ora Hitotsubashi Università). Raggiunse la finale del "torneo preliminare" al Torneo di Wimbledon nel 1920, dove poi perse con Bill Tilden 4-6, 4-6, 11-13 mentre l'anno successivo si fermò in semifinale. Fece parte della Squadra giapponese di Coppa Davis dal 1921 al 1925, nella prima edizione contribuì al raggiungimento della finale contro gli Stati Uniti, arrivò ad un passo dallo sconfiggere Bill Tilden ma, in preda ai crampi, non riuscì a concretizzare il vantaggio di due set.
Nel biennio 1920-21 raggiunse la top-10 mondiale, al nono posto nel 1920 e al quarto l'anno successivo.